# Polyzonus latefasciatus
Polyzonus latefasciatus är en skalbaggsart som beskrevs av Hüdepohl 1998. Polyzonus latefasciatus ingår i släktet Polyzonus och familjen långhorningar. Inga underarter finns listade i Catalogue of Life.